# Manuel Calonga
Manuel Calonga Arce (Asunción, 25 maggio 1938 – ...) è stato un cestista paraguaiano.
Era il fratello di Lorenzo Calonga.

## Carriera
Con il Paraguay ha disputato i Campionati mondiali del 1967.